# Nedong (arrondissement)
Nedong Dzong, Chinees: Nêdong Xian is een arrondissement in de prefectuur Lhokha (Shannan) in de Tibetaanse Autonome Regio, China. Het ligt in het noorden van Lhokha.
De hoofdplaats van het arrondissement is Nedong of Tsetang die tegenwoordig samen een tweelingstad vormen. De hoofdplaats van Lhokha is Nedong.
Het heeft een oppervlakte van 2.185 km². De gemiddelde hoogte varieert van 3532 tot 3700 meter. De gemiddelde jaarlijkse temperatuur is 8,2 °C en jaarlijks valt er gemiddeld 400 mm neerslag. In 1999 telde het arrondissement 55.314 inwoners.
In het arrondissement ligt de Tibetaanse tempel Thradrug die stamt uit de tijd van de koning van Tibet Songtsen Gampo. Verder staat er het oude fort Yumbulagang.

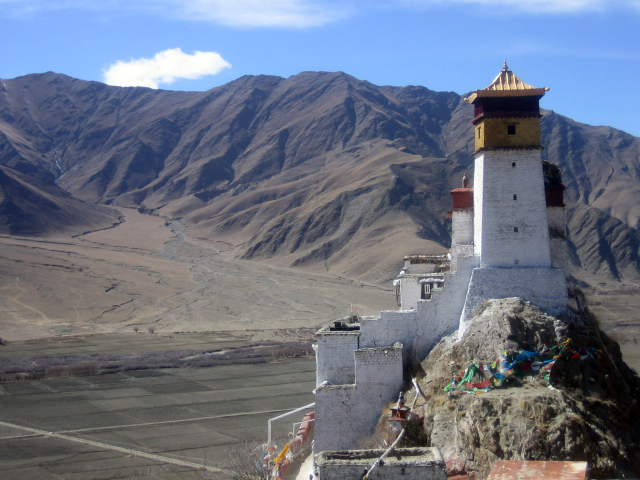
Het fort Yumbulagang